# Ascensión (escultura)
La Ascensión (en francés: Ascension) es el nombre de dos esculturas realizadas en 1978 y 1986 respectivamente por el escultor luxemburgués Lucien Wercollier. 
Una primera versión de la escultura fue terminada en 1978. Había sido ordenada por el gobierno de Luxemburgo como un presente al Centro Kennedy en Washington D. C. Está hecha de mármol rosa y se puede encontrar en la sala de conciertos. Ocho años más tarde, en 1986, una segunda versión hecha de bronce fue erigida en frente del ayuntamiento en Strassen, Luxemburgo, sobre un pedestal de granito, que contiene el nombre de la escultura y el artista (Lucien Wercollier sculpteur). La escultura en sí está firmada como LW 1986.